# Raquel Camarinha
Raquel Camarinha (Braga, 1986) es una soprano de ópera portuguesa. En 2011 recibió el primer premio del Concurso Nacional de Canto Luísa Todi. 

## Biografía

### Juventud y formación
En 2009, obtuvo una licenciatura en la Universidad de Aveiro en Portugal. En 2011, obtuvo una maestría en canto en el Conservatorio de París con honores. En 2013 obtiene los diplomas de intérprete en canto y repertorio y creación contemporáneos.

### Carrera profesional
El repertorio de Camarinha abarca desde el Barroco hasta la música clásica contemporánea. Su debut en papeles típicos de Mozart se nota con Pamina en La flauta mágica de Mozart en el Conservatorio de París en marzo de 2010, Zerlina en Don Giovanni en el festival de Madeira en enero de 2006. Se hizo conocida en Francia como Eurilla en Orlando paladino de Haydn en el Teatro del Châtelet en marzo de 2012. También interpretó a Morgana in Alcina de Georg Friedrich Haendel en el Brig de Suiza en agosto de 2013.
Interpreta al personaje de Justine-Juliette en la obra musical La Passion selon Sade del compositor Sylvano Bussotti en el Teatro de Nimes en febrero de 2017.
Ha colaborado con artistas como Ophélie Gaillard, Brigitte Fossey, Alain Duault, Xavier Gallais, Jay Gottlieb y Emmanuel Rossfelder.
Camarinha también es cantante de fado.

### Premios
En 2011, recibió el primer premio en el Concurso Nacional de Canto Luisa Todí en Portugal, el Premio a la Mejor Intérprete Femenina en el Concurso de Ópera Armel en Hungría. Recibió el premio al dúo de voz y piano en el V Concurso Internacional de Voz y Piano Nadia y Lili Boulanger. La acompaña durante su actuación el pianista Satoshi Kubo.
En 2013, recibió el primer premio y el premio público del Concurso Internacional de Canto Barroco de Froville. En 2014, participó en el concierto "Génération Jeunes Interprètes" en France Musique.
En enero de 2017, fue nominada en la categoría "Révélation artiste lyrique" de las Victoires de la musique classique.

### Estrenos mundiales
En 2008, Camarinha participó en el estreno mundial de Evil Machines, y en 2010, Paint Me. También participó en la primera interpretación de la versión de cámara de La Passion de Simone de Kaija Saariaho, llamada así por Simone Weil.